# Cuyocuyo (distrito)
Cuyocuyo é um distrito do Peru, departamento de Puno, localizada na província de Sandia.

## Transporte
O distrito de Cuyocuyo é servido pela seguinte rodovia:
- PE-34K, que liga o distrito de Potoni à cidade
- PU-111, que liga a cidade ao distrito de Azángaro
- PE-34H, que liga o distrito de San Pedro de Putina Punco (e a Fronteira Bolívia-Peru, Parque Nacional Madidi) à cidade de Juliaca[1][2][3]